# Gutație

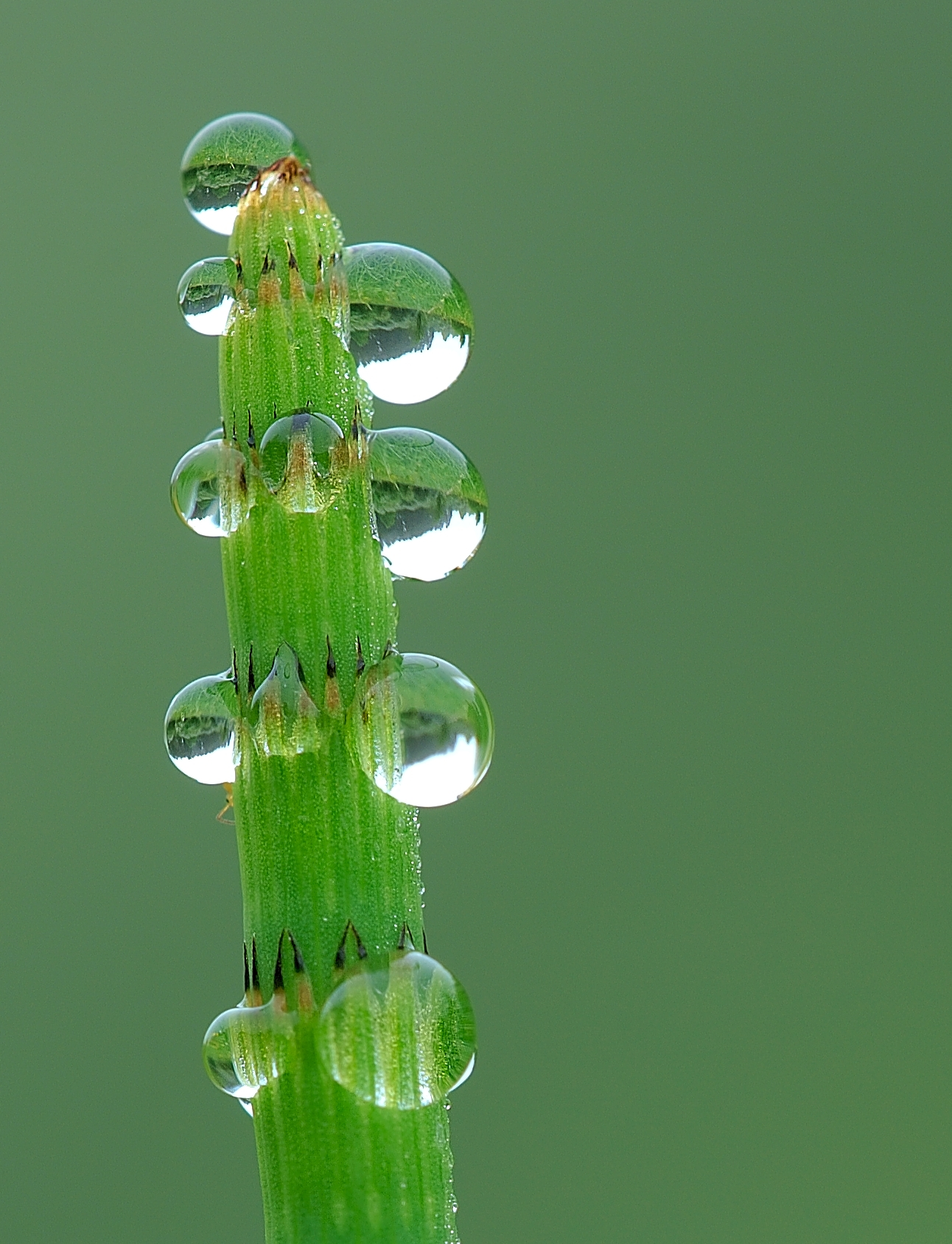
Fenomenul de gutație la o specie de Equisetum

Gutația reprezintă eliminarea apei plantelor la suprafața frunzelor, sub formă de picături.  Termenul provine din limba latină, gutta însemnând „picătură”.
Se datorează dezechilibrului apărut între absorbția intensă a apei prin rădăcini și intensitatea scăzută a transpirației, apa fiind împinsă cu o forță hidrostatică mai mare prin vasele lemnoase și eliminată la exterior prin structuri anatomice specializate, numite hidatode. Fenomenul este frecvent dimineața, în lunile de primăvară și vara, când după o zi foarte călduroasă urmează o noapte rece. În aceste condiții, absorbția radiculară a apei este intensificată de temperatura ridicată a solului, iar transpirația scăzută se datorează umidității atmosferice ridicate, închiderii stomatelor prin reacția temperaturii scăzute din atmosferă.